# 도브 (세면도구)
도브(Dove)는 비누, 바디워시, 데오드란트, 헤어용품 등을 제조 및 판매하는 유니레버의 브랜드이다. 도브의 제품은 한국뿐만 아니라 미국, 캐나다, 프랑스, 영국, 네덜란드, 아르헨티나 등 150여개 나라에서 팔리고 있다. 브랜드 이름인 Dove의 뜻인 비둘기가 로고에 그려져있다.

## 역사
도브는 1955년 미국에서 처음 발매되었다. 순하고 부드러운 도브 비누는 중성 비누이기 때문에 세안 후 건조 현상을 남기지 않았고, 타 제품과의 비교광고를 통해 도브의 이러한 효과를 보여줌으로써 소비자들로부터 호응을 얻었다. 마일드 클렌저와 1/4 모이스춰라이징 크림의 배합으로 태어난 도브 비누를 "뷰티 바(Beauty Bar)"라고 새로 부르며 차별화 된 보습력과 부드러움으로 소비자의 마음을 사로잡았다. 이후 1995년 유럽에 '도브 바디워시'라인을 출시하였고, 1997년과 1999년 각각 '도브 데오드란트'와 '도브 바디로션'을 출시하였다.

## 대표 상품

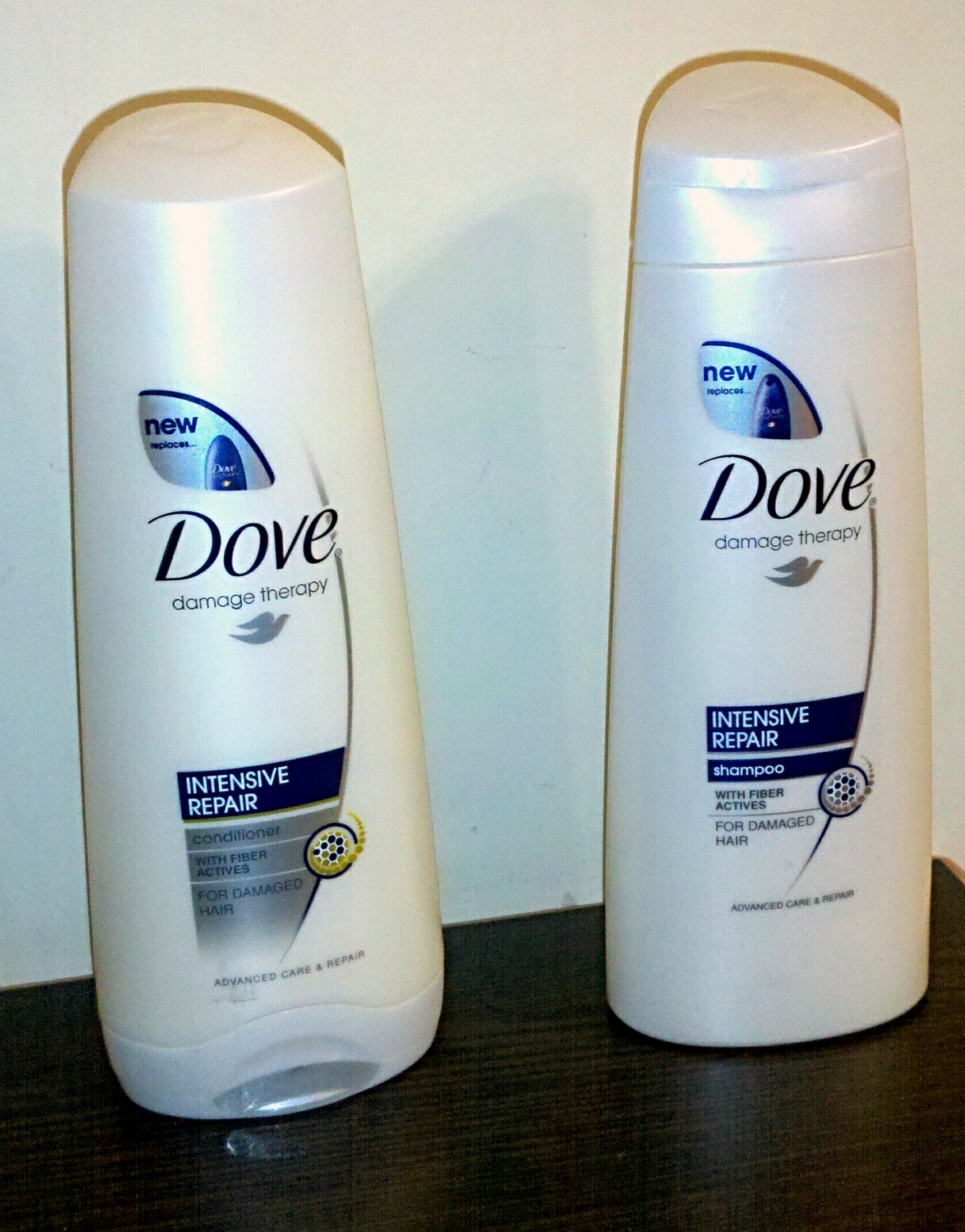
도브 샴푸, 컨디셔너

- 도브 뷰티 바
- 도브 바디워시
- 도브 샴푸, 컨티셔너

## 마케팅
도브는 유튜브를 이용한 입소문처럼 빠르게 퍼지는 바이럴 마케팅을 사용하였다.

### 도브 에볼루션
도브의 모회사인 유니레버와 광고대행사인 오길비가 만든 동영상인 'Evolution' 은 처음 유튜브에 업로드되어 수백만 조회수를 기록하면서 TV 광고로 제작되었다. 제목처럼 '미(Beauty)'가 화장과 포토샵을 통해 어떻게 '진화'하고 '변형'되는지를 보여준다. "No wonder our perception of beauty is Distorted"라는 문구를 삽입해 아름다움의 정의에 관해 물음을 던지며 많은 소비자, 특히 여성소비자의 마음을 사로잡았고 2007년 칸 국제광고제에서 그랑프리상도 수상하였다.

### 리얼 뷰티 스케치
2013년 도브는 '리얼 뷰티 스케치(Real Beauty Sketches)'라는 영상을 공개했다. FBI 몽타주 전문가가 7명의 여성을 대상으로 얼굴을 보지 않은 채 여성 스스로 자신의 얼굴을 묘사하는 설명을 듣고 그린 몽타주와 다른 사람이 그 여성의 얼굴을 설명하는 것을 듣고 그린 몽타주를 비교하였다. 그 결과 7명 모두 전자의 몽타주가 후자의 몽타주보다 더 못생기게 나왔다. 이 동영상은 유튜브를 통해 퍼졌고 1억번 이상 재생되었고, 이 광고로 도브는 다시 한 번 칸 국제광고제 그랑프리상을 받게 되었다.

## 논란
2017년 10월 7일 도브의 페이스북 공식 계정에 게시되었던 3초짜리 영상클립이 인종차별 논란을 불러 일으켰다.